# Subprefeitura da Mooca
A Subprefeitura da Mooca é uma das 32 subprefeituras da cidade de São Paulo, sendo regida pela Lei nº 13.999 de 1º de agosto de 2002.
É composta por seis distritos: Água Rasa, Belém, Brás, Mooca, Pari e Tatuapé, que somados representam uma área de 35,2 km² e é habitada por mais de 377 mil pessoas.                                                                                                                                                                                      
A subprefeitura da Mooca e as demais subprefeituras do município de São Paulo foram criadas para facilitar e melhorar a administração do município. 
O distrito da Mooca está localizado na Zona Sudeste do município de São Paulo e a subprefeitura está localizada no Clube da Cidade Mooca (Centro Esportivo e Educacional da Mooca), na rua Taquari, 549. 

## História
O distrito teve seu início em 1556, quando os padres chegaram ao local. Primeiramente, o ambiente era rural e servia de passagem para o litoral, por bandeirantes e jesuítas. A paisagem foi se transformando junto com os movimentos de imigração, até que em 1870, o cenário ferroviário e industrial começou a ganhar força na região. Duas décadas depois, a Mooca, junto com bairros vizinhos (Bixiga, Bom Retiro e Brás) se tornou um distrito totalmente industrial, onde as residências eram apenas dos funcionários que trabalhavam no local. Indústrias como a Cervejaria Bavária e Companhia Antarctica já passaram por lá. 
Devido a esses aspectos, a Mooca tornou-se o distrito mais populoso do município de São Paulo, naquela época. Os imigrantes italianos constituíam a maior parte da população.
Além da imigração e do viés ferroviário e industrial que carregava, em 1876, a região da Mooca ganhou uma opção de lazer. Rafael Paes de Barros, dono de muitas terras na região, inaugurou o Clube Paulista de Corrida de Cavalo (atual Jóquei Clube). O local era frequentado pelos mais nobres nomes do cenário de Café, que ali apostavam muito dinheiro nos cavalos. Tempos depois, para atender todas as pessoas que iam ao Clube, foi criada a linha de bonde Mooca-Centro. 

#### Datas importantes[3]
- 1556: Construção da ponte sobre o Rio Tamanduateí e início do distrito.
- 1870: Começa o grande movimento de imigração e instalação de grandes fábricas. O período se estendeu por 20 anos.
- 1876: Fundação do Clube Paulista de Corrida de Cavalos.
- 1877: Inauguração da linha de bonde Mooca-Centro.
- 1914: Inaugurada a paróquia mais tradicional do distrito: Paróquia de San Gennaro.
- 1925: Fundação do Clube Atlético Juventus, até hoje um dos mais famosos pontos do distrito.
- 1952: Inauguração do Teatro Arthur Azevedo
- 1980: Avenida Paes de Barros, uma das mais famosas da região, é a primeira no município a possuir faixa exclusiva para ônibus.

## Atualmente
Com o passar dos anos, a Mooca sofreu um crescimento vertical. Prédios residenciais ou comerciais foram instalados na região.
Hoje em dia, quem comanda a Subprefeitura da Mooca é Paulo Sérgio Criscuolo, engenheiro civil, administrador de empresas e advogado. Além de político, Sérgio é conselheiro do Clube Atlético Juventus. 

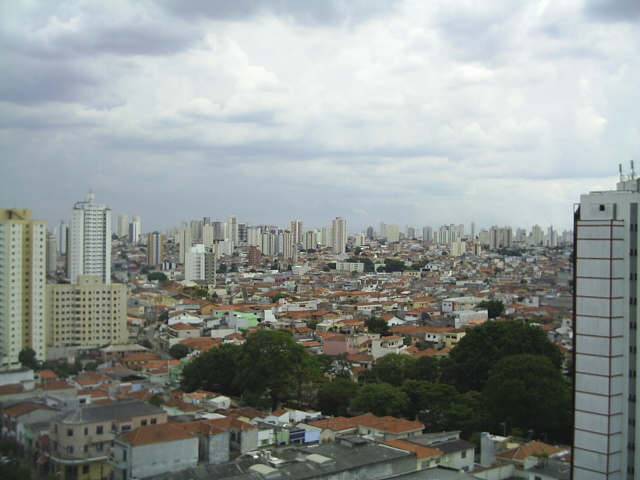
Parte dos distritos do Tatuapé, Água Rasa e Mooca vistos do Tatuapé.
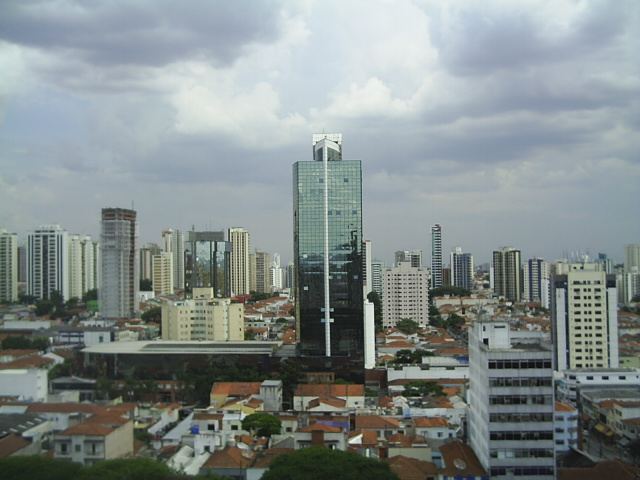
Distrito do Tatuapé.
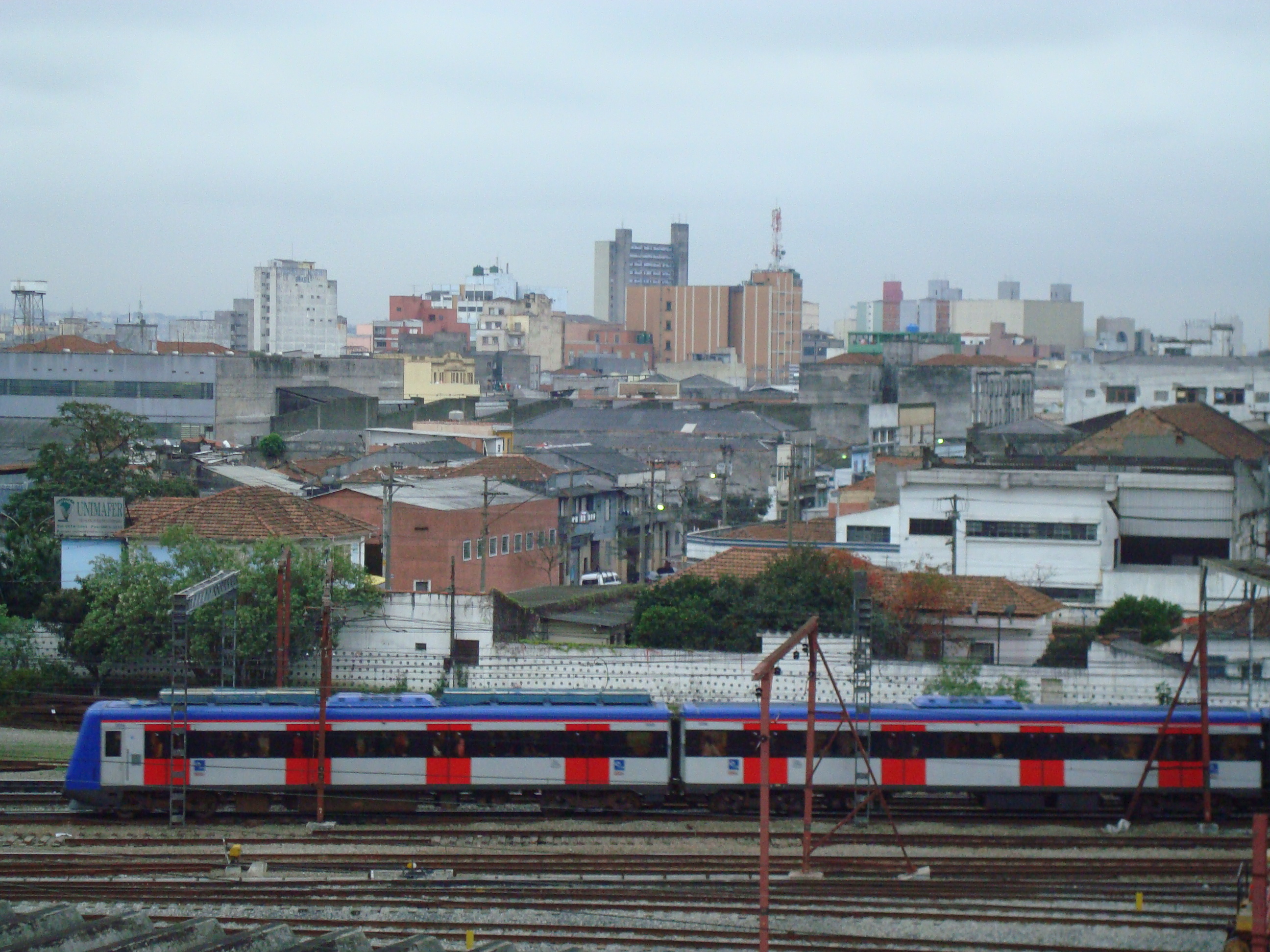
Distrito do Brás.

### Distrito da Água Rasa
- IDH: 0,886 - elevado (31°)
- Área: 6,9 km²
- População: 85.788
- Principais bairros: Água Rasa, Alto da Mooca, Jardim Itália e Vila Leme

### Distrito do Belém
- IDH: 0,897 - elevado (26°)
- Área: 6 km²
- População: 55.785
- Principais bairros: Belenzinho, Catumbi, Chácara Tatuapé e Quarta Parada

### Distrito do Brás
- IDH: 0,868 - elevado (38°)
- Área: 3,5 km²
- População: 38.750
- Principais bairros: Brás

### Distrito da Mooca
- IDH: 0,909 - muito elevado (22°)
- Área: 7,7 km²
- População: 80.880
- Principais bairros: Hipódromo, Parque da Mooca e Mooca

### Distrito do Pari
- IDH: 0,863 - elevado (43°)
- Área: 2,9 km²
- População: 17.359
- Principais bairros: Canindé

### Distrito do Tatuapé
- IDH: 0,936 - muito elevado (14°)
- Área: 8,2 km²
- População: 98.601
- Principais bairros: Tatuapé, Vila Azevedo e Vila Gomes Cardim